# Dimitar Poljanow

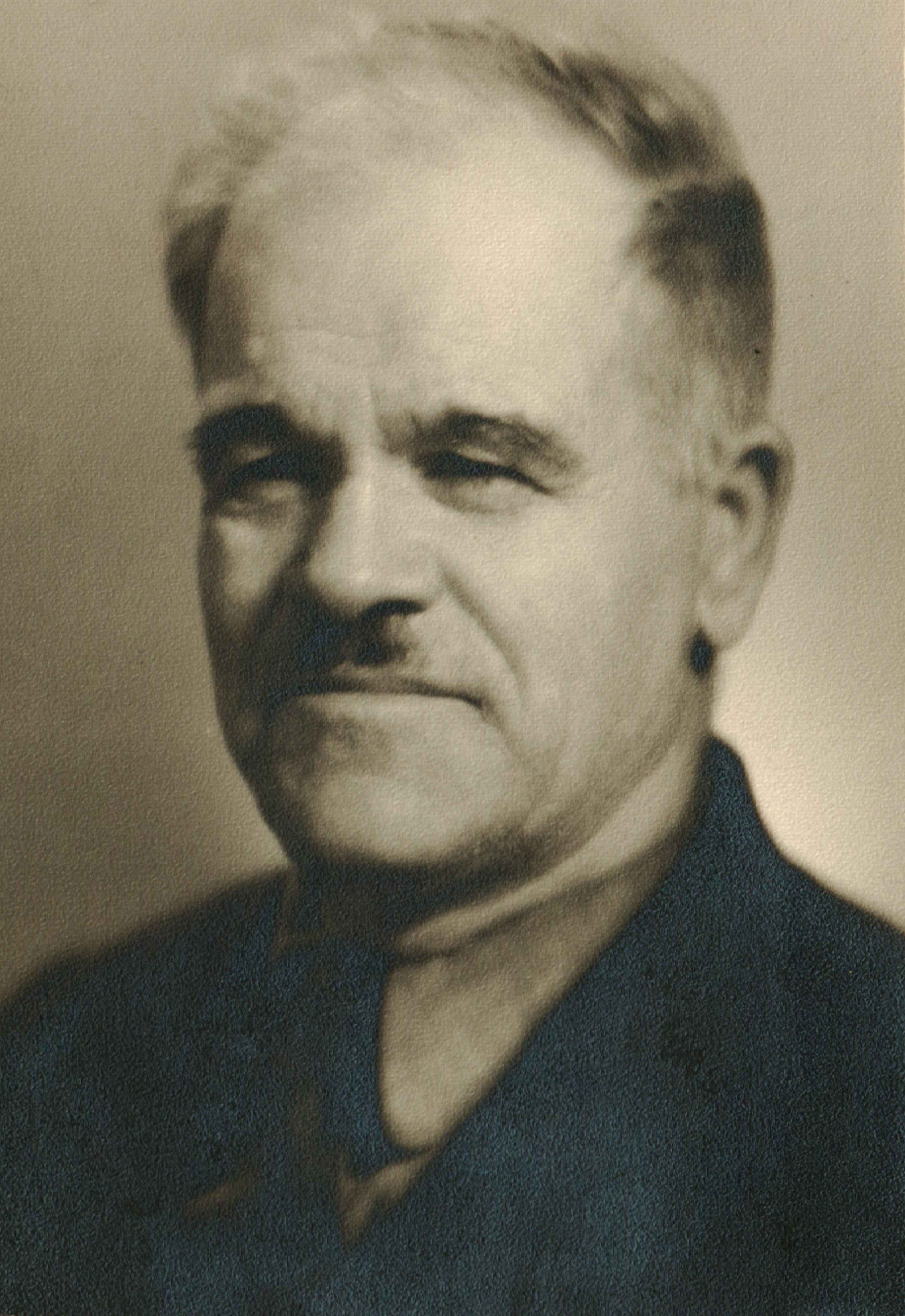
Dimitar Poljanow, 1945

Dimitar Poljanow, eigentlich Dimitar Iwanow Popow, (bulgarisch Димитър Полянов; * 18. Oktober 1876 in Karnobat; † 25. September 1953 in Sofia) war ein bulgarischer Schriftsteller.
Poljanow gilt als Begründer der sozialistisch ausgerichteten Dichtung in Bulgarien in den 1890er Jahren. Auch spätere Arbeiten waren von seiner politischen Einstellung geprägt. Er wurde mit dem Dimitroffpreis ausgezeichnet.

## Werke (Auswahl)
- Meerestropfen, 1907
- Von West nach Ost, 1909